# Austrarcturellidae
Austrarcturellidae är en familj av kräftdjur. Austrarcturellidae ingår i ordningen gråsuggor och tånglöss, klassen storkräftor, fylumet leddjur och riket djur. Enligt Catalogue of Life omfattar familjen Austrarcturellidae 45 arter. 
Kladogram enligt Catalogue of Life:
| Austrarcturellidae | \| \| Abyssarcturella \| \| \| \| \| \| Austrarcturella \| \| \| \| \| \| Dolichiscus \| \| \| \| \| \| Pseudarcturella \| \| \| \| \| \| Scyllarcturella \| \| \| \| |
|                    | \| \| Abyssarcturella \| \| \| \| \| \| Austrarcturella \| \| \| \| \| \| Dolichiscus \| \| \| \| \| \| Pseudarcturella \| \| \| \| \| \| Scyllarcturella \| \| \| \| |
|                    | Abyssarcturella |
|                    | |
|                    | Austrarcturella |
|                    | |
|                    | Dolichiscus |
|                    | |
|                    | Pseudarcturella |
|                    | |
|                    | Scyllarcturella |
|                    | |